# Оборотні засоби
Оборо́тні за́соби — оборотні фонди та обігові кошти, що перебувають у розпорядженні підприємства і можуть бути переведені в готівку протягом одного виробничого циклу або року.
Оборотні засоби включають запаси матеріалів, залишки готової продукції, дрібне знаряддя з тривалістю використання не меншою 1 року, а також готівку; грошові засоби, вкладені капітали у виробничі оборотні й обігові фонди, джерелами утворення яких є власні й прирівняні до них позикові й залучені засоби.